# Hilary Spurling
Hilary Spurling CBE, FRSL (* 25. Dezember 1940 in Manchester, England) ist eine britische Journalistin, Schriftstellerin und Biographin.

## Leben
Spurling wurde an der Clifton High School, einer nichtstaatlichen Schule in Bristol in Südwestengland, erzogen, bevor sie zum Studium an die University of Oxford ging. Von 1962 bis 1970 arbeitete sie als Theater- und Literaturkritikerin für die britische Zeitschrift The Spectator. Noch heute (2011) veröffentlicht sie Buchbesprechungen im Observer und im Daily Telegraph.
Spurling ist mit dem Theaterschriftsteller John Spurling verheiratet und hat drei Kinder.

## Werke
- Ivy When Young: The Early Life of Ivy Compton-Burnett 1884–1919. 1974.
- Mervin Peake: Drawings. 1974.
- A Handbook to Anthony Powell's Music of Time. Heinemann, London 1977, ISBN 0-434-72410-6.
  - aus dem Englischen von Sabine Franke: Einladung zum Tanz. Elfenbein Verlag, Berlin 2018, ISBN 978-3-96160-001-4.
- Secrets of a Woman's Heart: The Later Life of Ivy Compton-Burnett 1920–1969. 1984.
- Elinor Fettiplace's Receipt Book: Elizabethan Country House Cooking. Viking Penguin Books, New York City 1986, ISBN 0-670-81592-6.
- Paul Scott: A Life. 1990.
- Paper Spirits. Collage Portraits by Vladimir Sulyagin. 1992.
- The unknown Matisse. Volume 1: A Life of Henri Matisse 1869–1908. 1998.
  - ins Deutsche übersetzt von Jürgen Blasius: Matisse. Eine Biographie. DuMont, Köln 1999, ISBN 3-7701-4864-9.
- La Grande Thérèse: The Greatest Swindle of the Century. 1999.
  - aus dem Englischen von Matthias Wolff: La grande Thérèse: Die Geschichte eines Jahrhundertschwindels. Berenberg, Berlin 2006, ISBN 3-937834-17-6.
- The Girl from the Fiction Department: A Portrait of Sonia Orwell. 2002.
- Matisse the Master: The Conquest of Colour 1909–1954. 2005.
  - übersetzt von Jürgen Blasius: Matisse – Leben und Werk. DuMont, Köln 2006, ISBN 3-8321-7704-3.
- Potter as Painter and Sculptor. In: Tanya Harrod (Hrsg.): Ann Stokes: Artists' Potter. Lund Humphries, 2009, ISBN 978-1-84822-007-2, S. 12–31.
- Burying the Bones: Pearl Buck in China. Simon & Schuster, New York City 2010, ISBN 978-1-4165-4042-7.
- Anthony Powell: Dancing to the Music of Time. Hamish Hamilton, London 2017.
  - aus dem Englischen von Heinz Feldmann: Anthony Powell. Tanzen zur Musik der Zeit. Elfenbein Verlag, Berlin 2019, ISBN 978-3-96160-002-1.

## Ehrungen und Preise
- 1976: Rose Mary Crawshay Prize für Ivy When Young: The Earls LIfe of Ivy Compton-Burnett 1884–1919.
- 1984: Duff Cooper Prize für die gleiche Biographie.
- 2005: Fellow der Royal Society of Literature.
- 2005: Whitbread Book of the Year Award (Heute: Costa Book Award) für Matisse the Master: The Conquest of Colour 1909–1954
- Spurling ist Commander des Order of the British Empire.
- 2011: James Tait Black Memorial Prize, Kategorie Biography für Burying the Bones: Pearl Buck in China.